# Naxos y Cícladas Menores
Naxos y Cícladas Menores (griego: Νάξος και Μικρές Κυκλάδες) es un municipio de la República Helénica perteneciente a la unidad periférica de Naxos de la periferia de Egeo Meridional.
El municipio se formó en 2011 mediante la fusión de los antiguos municipios de Donoussa, Drymalía, Iraklia, Koufonisia, Naxos (la actual capital municipal) y Shinusa, que pasaron a ser unidades municipales. El municipio tiene un área de 495,9 km².
En 2011 el municipio tenía 18 864 habitantes.
Como su propio nombre indica, abarca la isla de Naxos y el pequeño archipiélago colindante llamado Cícladas Menores. Todas estas islas pertenecen al archipiélago de las Cícladas.